# حجت‌آباد (کهنوج)
حجت‌آباد، روستایی در دهستان نخلستان بخش مرکزی شهرستان کهنوج در استان کرمان ایران است.

## جمعیت
بر پایه سرشماری عمومی نفوس و مسکن در سال ۱۳۹۵، جمعیت این روستا برابر با ۷۳۸ نفر (۲۰۶ خانوار) بوده‌است.